# Brandenburg Hauptbahnhof
Brandenburg Hauptbahnhof – stacja kolejowa w Brandenburgu, w kraju związkowym Brandenburgia, w Niemczech. Znajdują się tu 4 perony.
| Brandenburg Hauptbahnhof           |  |            |
| Linia Berlin - Poczdam - Magdeburg |  |            |
| Götz                               |  | Kirchmöser |